# Ostfildern
Ostfildern är en stad i Landkreis Esslingen i regionen Stuttgart i Regierungsbezirk Stuttgart i förbundslandet Baden-Württemberg i Tyskland, och är en förort till Stuttgart. Folkmängden uppgår till cirka 40 000 invånare, på en yta av 23 kvadratkilometer.
Staden bildades 1 januari 1975 genom en sammanslagning av kommunerna Nellingen auf den Fildern, Ruit auf den Fildern, Kemnat och Scharnhausen.